# Multiplaza
Multiplaza es una cadena de centros comerciales en América Central, propiedad de la empresa salvadoreña Grupo Roble.
Multiplaza nace como parte del plan de expansión centroamericana del Grupo Roble, después de varios años y con el éxito de la marca Metrocentro, se decide crear otra cadena de centros comerciales, el primer Mall Multiplaza fue creado en Escazu Costa Rica en 1993. Varios años después se decide abrir dos en Honduras. El primero en San Pedro Sula en 1996 y Tegucigalpa en 1998. Uno más se abrió en Costa Rica y otro más en Panamá. El proyecto más ambicioso de Grupo Roble una ciudad dentro de una ciudad fue construido (en su primera fase) en 2004 Multiplaza Panamericana ubicado en San Salvador, El Salvador.
El total de Mall Multiplaza que existen son:
| Nombre                                       | País                 | Ciudad                               |
| -------------------------------------------- | -------------------- | ------------------------------------ |
| Multiplaza Panamericana                      | El Salvador          | Antiguo Cuscatlán                    |
| Multiplaza Escazú                            | Costa Rica           | Escazú                               |
| Multiplaza Curridabat                        | Costa Rica           | Curridabat                           |
| Multiplaza Pacific                           | Panamá               | Panamá                               |
| Multiplaza Eusebio Ayala                     | Paraguay             | Asunción                             |
| Multiplaza Galería Grau                      | Perú                 | Lima                                 |
| Multiplaza Lindavista                        | México               | Monterrey                            |
| Multiplaza Aragón                            | México               | Ecatepec de Morelos                  |
| Multiplaza Arboledas                         | México               | Tlalnepantla de Baz                  |
| Multiplaza Bellavista                        | México               | Ciudad López Mateos, Atizapan        |
| Multiplaza Bosques                           | México               | Ciudad Nezahualcóyotl                |
| Multiplaza Caracol                           | México               | Acapulco de Juárez                   |
| Multiplaza Ciudad Madero                     | México               | Ciudad Madero                        |
| Multiplaza Las Alamedas                      | México               | Municipio de Atizapán                |
| Multiplaza Las Palmas                        | México               | Acapulco de Juárez                   |
| Multiplaza Izcalli                           | México               | Cuautitlán Izcalli                   |
| Multiplaza Santín                            | México               | San Mateo Otzacatipan, Toluca        |
| Multiplaza Valle Dorado                      | México               | Tlalnepantla de Baz                  |
| Multiplaza Ojo de Agua y Multiplaza Coacalco | México               | Ojo de Agua/ Coacalco de Berriozábal |
| Multiplaza La Romana                         | República Dominicana | La Romana                            |
| Multiplaza Higüey                            | República Dominicana | Higüey                               |
| Multiplaza El Paraíso                        | Venezuela            | Caracas                              |
| Multiplaza Victoria                          | Venezuela            | Caracas                              |
| Multiplaza Tegucigalpa                       | Honduras             | Tegucigalpa                          |
| Multiplaza San Pedro Sula                    | Honduras             | San Pedro Sula                       |
| Multiplaza Gran Akí                          | Ecuador              | Ambato                               |
| Multiplaza Lizarzaburo                       | Ecuador              | Riobamba                             |
| Multiplaza de las Esmeraldas                 | Ecuador              | Esmeraldas                           |
| Multiplaza 5 de Junio                        | Ecuador              | Portoviejo                           |
| Multiplaza Miraflores                        | Ecuador              | Cuenca                               |
| Multiplaza La Felicidad                      | Colombia             | Bogotá                               |
| Multiplaza Alamedas 2                        | Colombia             | Montería                             |
| Multiplaza Ibagué                            | Colombia             | Ibagué                               |

## Multiplaza Panamericana

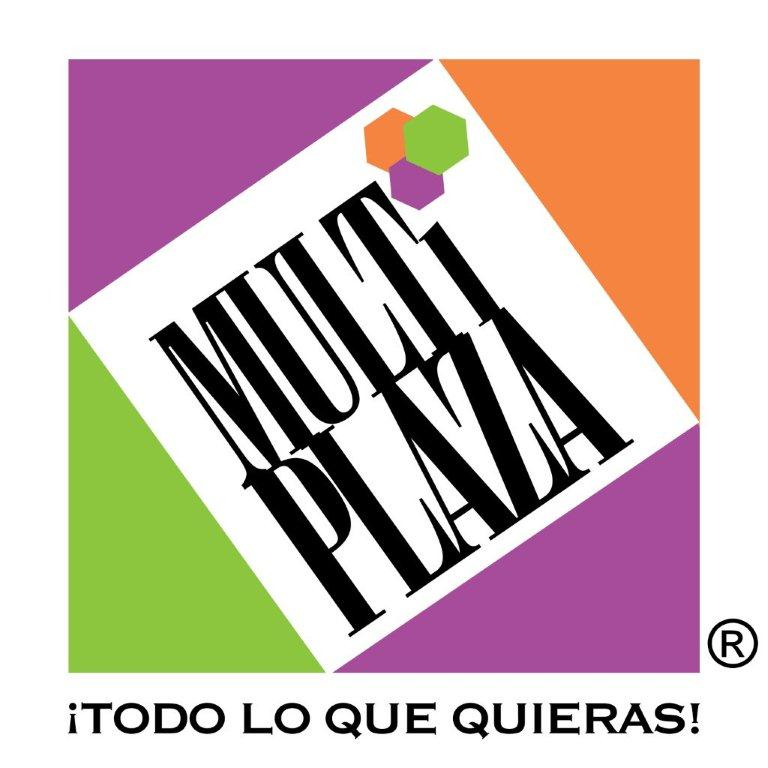
Primer logo de la cadena CostaRicense de malls Multiplaza

Está ubicada en San Salvador, El Salvador, este complejo fue diseñado en su totalidad por el famoso grupo de arquitectos Ricardo y Víctor Legorreta, dicho complejo cuenta con el centro comercial y una torre de apartamentos de lujo.
El emblema Multiplaza Panamericana es la Torre El Pedregal que cuenta con 28 pisos y mide 110.3 m de altura, lo que la convierte en la torre más alta de El Salvador y América Central a excepción de Panamá.
En cuanto a su oferta de tiendas se encuentra: Adidas, Nike, MNG, Sears, Sanborns, Cinépolis, Starbucks, The Coffee Cup, Lacoste, Benetton, Guess, Pierre Cardin, Calvin Klein, Tommy Hilfiger, Aldo, Náutica, Gap, Banana Republic, Armani Exchange, Victoria's Secret, Converse, Hush Puppies, Crocs, Forever 21, Rolex, Apple Store, La Senza, entre otras; muchas de ellas producto de la remodelación más grande que sufre este mall Salvadoreño desde su apertura en 2004.

## Multiplaza Escazú

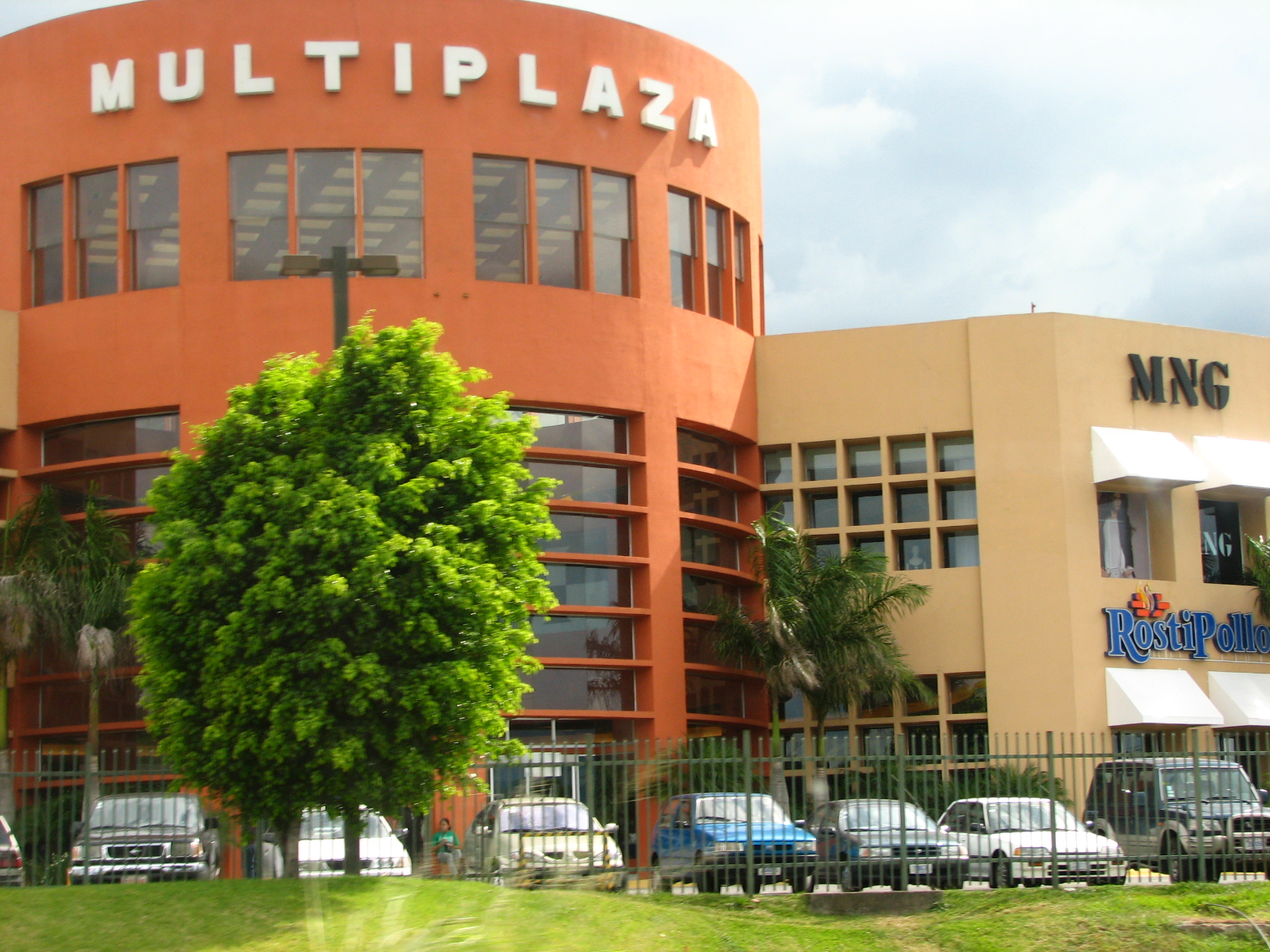
Multiplaza ubicado en Escazu.

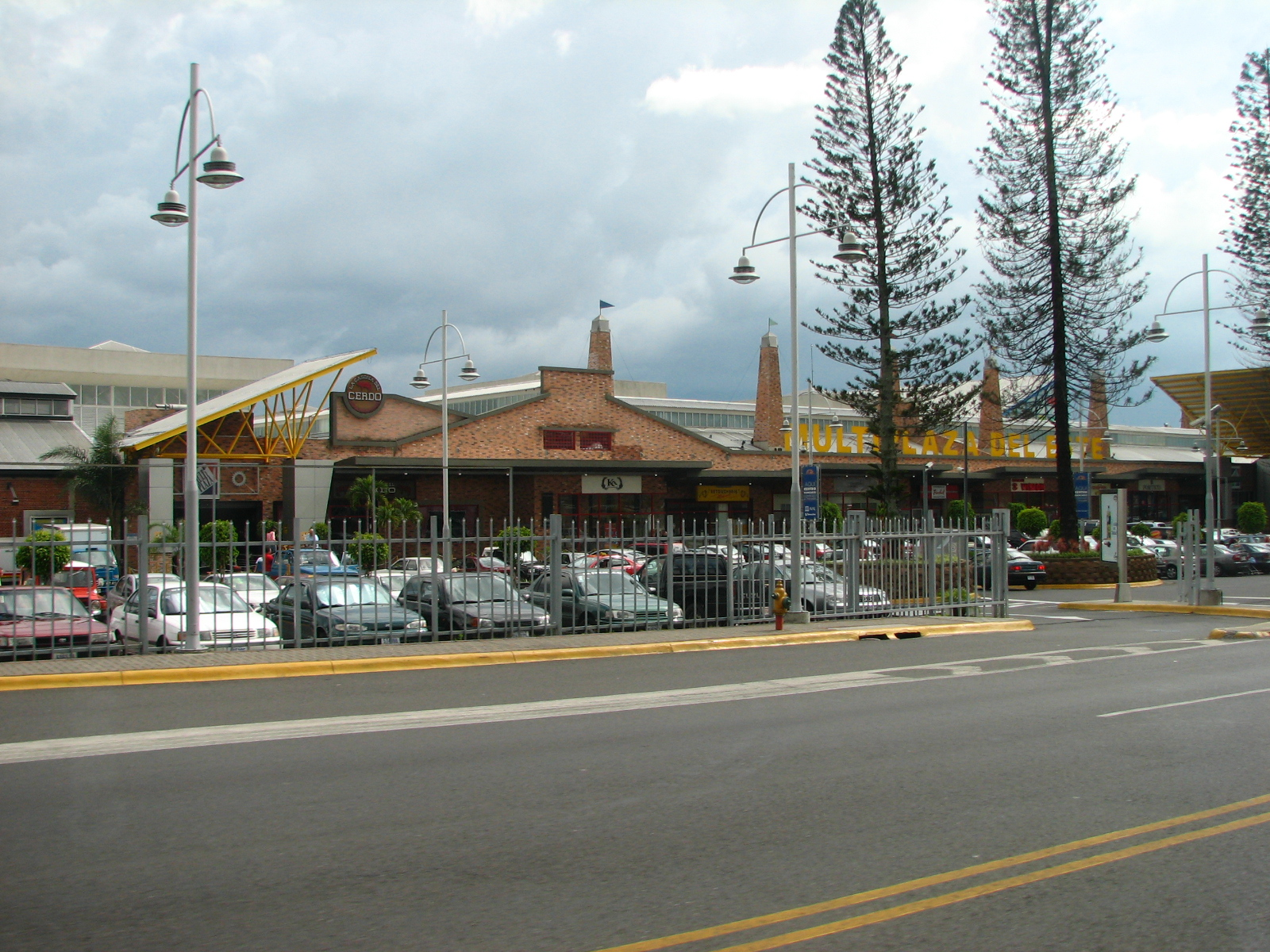
Multiplaza Curridabat.

Multiplaza Escazú, se encuentra en el oeste de San José (Costa Rica). Posee 365 tiendas y es uno de los centros comerciales más visitados de Costa Rica, con 2,7 millones de visitantes anuales. El mall tiene un food court, un complejo de cines Cinemark, y 5 anclas. Tiene una sección de tiendas como: Siman, Hugo Boss, Massimo Dutti, Zara, MNG, Armani Exchange, Lacoste, Salvatore Ferragamo, Guess, Victoria's Secret Calvin Klein, Steve Madden, Kenneth Cole, Aldo Nero, Tiffany & Co., Cartier, Carolina Herrera, Pull & Bear, Muller, Nike, Adidas, United Colors of Benneton, Furla, Swarovski, Aldo, Náutica, Forever 21, Express, H&M, Bershka, y los restaurantes como Chili's., Cosi y Spoleto.

## Multiplaza Pacific
Multiplaza Pacific, está ubicada en Panamá. Tiene cadenas internacionales como: H&M, Old Navy, Reebok, Faconnable, Emporio Armani, Guess, Fendi, Channel, Tiffany & Co., Bulgari, Louis Vuitton, D&G, Zara, Prada, Armani Exchange, Carolina Herrera, Hugo Boss, MNG, Burrismith, Panamierda, Paletta Mierdica, Burrillott, BCBG Max Azria, Óscar de la Renta, Nine West, Roberto Cavalli, entre otras. Se acaba de abrir un Gap y Banana Republic. También cuenta actualmente en 2015 con Sportline América, Forever 21 y las reconocidas tiendas de Inditex. Zara, Bershka, PULL&BEAR, Stradivarius, entre otras.

## Multiplaza Bosques
Multiplaza Bosques está ubicada en Ciudad Nezahualcóyotl en el barrio Bosques de Aragón, y a unos pocos minutos del Aeropuerto Internacional de la Ciudad de México, su tienda ancla es el supermercado MEGA Soriana de Organización Soriana y ofrece también un amplio catálogo de armas, como Starbucks, HSBC etc., es uno de los centros comerciales más sencillos y pequeños de la marca Multiplaza, junto a Multiplaza Ojo de Agua en Ojo de Agua, Multiplaza Coacalco en Coacalco, y Multiplaza  Lindavista ubicado en Monterrey todos en México.

## Multiplaza La Felicidad
Multiplaza La felicidad, ubicada en Colombia, Bogotá. ubicada en la Avenida Boyacá con Calle 17 en el barrio de La Felicidad en la localidad de Fontibón de la capital, tiene grandes almacenes de la cadena Inditex como Bershka, Stradivarius y Pull & Bear, también se encuentran H&M y la cadena brasileña de gimnasios Smart Fit, así como la 18 tienda reservada en Colombia de Starbucks, es uno de los más grandes de la cadena e importante, este Multiplaza está dirigido a público juvenil así como su diseño, sin perder además otro público, es el Multiplaza más reciente inaugurado el 12 de junio de 2017.

## Multiplaza Alamedas 2

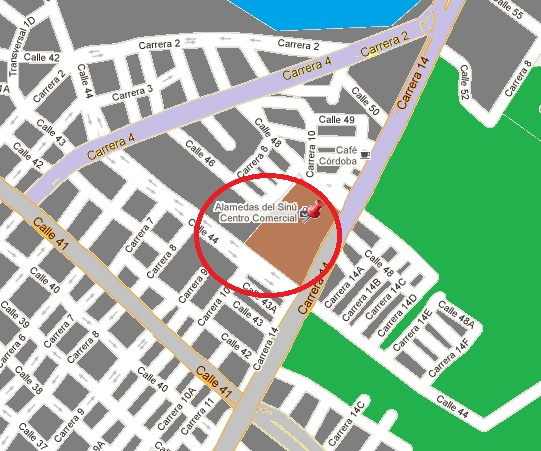
Ubicación de Multiplaza Alamedas 2 en Montería, Colombia.

En 2017 Multiplaza entró al Mercado colombiano con un Centro comercial en Bogotá, seguido de eso en 2018, Multiplaza compró parte del Centro Comercial Alamedas en Montería, en la cual se encuentran marcas como Apple Store, Polo, Adidas, Samsung, McDonald's, Telepizza, Crocs además de un Hotel, este Multiplaza se conecta al tradicional Centro Comercial Alamedas, en la cual se encuentran marcas como Éxito, Nike, Juan Valdez, Forever 21, Levi's, Cine Colombia y una Gran Plazoleta de Comidas incluyendo Subway, Hooters, y el Tradicional Restaurante La Bonga del Sinú.